# Najkrasjtsje
Najkrasjtsje (Oekraïens: Найкраще, Het beste) is een studioalbum van de Oekraïense zangeres Ruslana, uitgebracht in 2001.

## Afspeellijst
| Nr. | Titel                    | Schrijver(s)         | Genre(s)        | Duur |
| --- | ------------------------ | -------------------- | --------------- | ---- |
| 1.  | "Svitanok"               | Ksenofontov, Ruslana | power ballad    |      |
| 2.  | "Dobri vetsjir, tobi..." | Ruslana              | christmas carol |      |
| 3.  | "Prosjtsjannjaa Z Disko" | Ruslana              | disco-pop       | 5:11 |
| 4.  | "Svitlo i tin"           | Ksenofontov, Ruslana | ballad          | 2:16 |
| 5.  | "Oj, letily dyky hoesy"  | Unknown              | power ballad    | 3:40 |
| 6.  | "Persji Snih"            | Ksenofontov, Ruslana | christmas carol |      |
| 7.  | "Balada pro printsesoe"  | Ksenofontov, Ruslana | New age ballad  | 5:15 |
| 8.  | "Vam I Ne Snylosja"      | Ksenofontov, Ruslana | pop             | 3:36 |
| 9.  | "Ponad Horami" (cover)   | Ruslana              | rock            | 4:40 |
| 10. | "Vir meni" (cover)       | Ruslana              | rock            | 4:00 |
| 11. | "Svitanok" (remix)       | Ruslana              | ballad          |      |